# Galeotto Manfredi
Galeotto Manfredi (mars 1430 - 31 mai 1488) est un noble et condottiere italien qui vécut au XVe siècle.

## Biographie
Né à Faenza, Galeotto Manfredi est le fils d'Astorre II Manfedi et de Giovanna da Barbiano, fille du fameux condottiere Alberico da Barbiano.
Il fut armé chevalier dans l'église de San Petronio de Bologne, par Frédéric de Habsbourg en 1452.
Dans ses premières années il combattit pour Venise sous les ordres du condottiere Bartolomeo Colleoni.
En 1477 après un essai de conquête militaire infructueux de Faenza, il réussit à prendre la ville à son frère Carlo II Manfredi à l'occasion d'une révolte de la population de Faenza contre la hausse du prix du pain.
En 1480 à la mort de Pino Ordelaffi seigneur de Forlì, chez qui il avait été accueilli en exil en 1476, il aida le neveu de ce dernier Antonio Maria Ordelaffi dans sa tentative infructueuse de conquête de Forlì, il essaya ensuite de chasser Girolamo Riario de Forlì encore sans succès.
En 1481 il épousa Francesca Bentivoglio, fille de Giovanni II Bentivoglio, seigneur de Bologne et de Ginevra Sforza. De son mariage naquit un fils Astorre
En 1483, après des changements d'alliance, il commanda dans les armées de la république de Florence et il combattit dans les guerres de Lombardie. En 1488, il réclame des subsides à Laurent le Magnifique sous le prétexte qu'il n'est plus en mesure de récompenser les trois cent courtisans qui l'entourent avec fidélité, ni de subvenir aux fantaisies de sa maitresse Cassandra Pavoni. Son épouse Francesca résolut de le faire périr ; Giovanni Bentivoglio, son père, encouragea ce projet car il espérait s'emparer de Faenza après la mort de son gendre alors que celui-ci était en négociation pour vendre la ville à Venise. Le jour choisi pour le meurtre, le 31 mai, elle fit cacher trois des assassins sous son lit et le quatrième derrière la porte puis elle pria Galeotto de la visiter. Il se trouva alors aux prises avec les assassins mais comme il prenait le dessus, elle s'élança hors de son lit et saisissant une épée, elle la lui enfonça dans la poitrine.

## Théâtre et Opéra
- Vincenzo Monti (poète) a écrit en 1788 une pièce de théâtre appelée Galeotto Manfredi  qui traite de l'assassinat de Galeotto.
- Un opéra de Natale Perelli[2] sur un livret de Temistocle Solera, joué en 1842, porte également le nom de Galeotto Manfredi[3].

## Sources
- (it) Cet article est partiellement ou en totalité issu de l’article de Wikipédia en italien intitulé « Galeotto Manfredi » (voir la liste des auteurs).
- Biographie en italien sur Condottieridiventura